# Ectinocera
Ectinocera is een vliegengeslacht uit de familie van de slakkendoders (Sciomyzidae).

## Soorten
- E. borealis Zetterstedt, 1838